# Kh-29
El Kh-29 (ruso: Х-29; designación OTAN: AS-14 'Kedge'; designación GRAU: 9M721) es un misil aire-superficie soviético con un alcance de 10–30 km. Tiene una gran ojiva de 320 kg, tiene una opción de láser, infrarrojo, radar activo o guía de TV, y generalmente es transportado por aviones tácticos como el Su-24, Su-30, MiG-29K y el "T Los modelos / TM "del Su-25, que le dan a esa nave una capacidad de separación ampliada.
El Kh-29 está destinado para uso primario contra objetivos de campo de batalla más grandes e infraestructura como edificios industriales, depósitos y puentes, pero también puede usarse contra barcos de hasta 10 000 toneladas, refugios de aeronaves endurecidos y pistas de hormigón.

## Desarrollo
El diseño comenzó a fines de la década de 1970 en la oficina de diseño de Molniya en Ucrania en lo que sería su única munición aire-tierra, pero cuando se trasladaron exclusivamente al trabajo espacial, Vympel asumió el desarrollo del Kh-29. El primer disparo del misil tuvo lugar en 1976 y después de extensos ensayos, el Kh-29 fue aceptado en servicio en 1980.

## Diseño
El diseño aerodinámico básico del Kh-29 es similar al Molniya R-60 ('Áfido' AA-8), lo que refleja la herencia de Molniya en los misiles aire-aire. El cabezal de guía láser vino del Kh-25 (AS-10 'Karen') y el guiado de televisión del Kh-59 (AS-13 'Kingbolt'), acoplado a una gran cabeza de guerra.
Se ha comparado con el AGM-65 Maverick de los Estados Unidos, pero el AGM-65 es un misil mucho más pequeño que el Kh-29, y pesa menos de la mitad.

## Historia operacional
El Kh-29 entró en servicio con la Fuerza Aérea Soviética en 1980, y desde entonces ha sido ampliamente exportado.
El Kh-29L fue utilizado por los aviones Sukhoi Su-34 y Su-24 en la intervención militar rusa de 2015 en la guerra civil siria.

### Conflicto libio 2014
Las facciones islamistas utilizaron las Kh-29T transmitidas por el Suyan-24 suministradas en gran cantidad a la Jamahiriya de Muammar Gaddafi contra fuerzas pro gubernamentales en Trípoli durante la actual guerra civil de bajo nivel (fueron incautadas de los depósitos de la Base Aérea de Ghardabiya). Sin embargo, su uso fue en un rol no guiado tierra a tierra, lanzado desde camiones modificados y con sus aletas y alerones en la parte delantera y trasera retirados para una trayectoria de vuelo algo más estable.

## Variantes
- Kh-29L (Izdeliye 63, 'Kedge-A') utiliza un buscador de láser semiactivo y tiene un rango de 8 a 10 km.
- Kh-29ML es una versión mejorada del Kh-29L.
- Kh-29T (Izdeliye 64, 'Kedge-B') es la versión guiada por TV que está equipada con guía óptica automática a un objeto distinguible indicado por el piloto en la cabina.
- Kh-29TE es un desarrollo de largo alcance (30 km) del Kh-29T. El rango mínimo es de 3 km; La altura de lanzamiento es de 200-10,000 m.
- Kh-29MP es una variante de orientación de tercera generación con autoguiado de radar activo, lo que lo convierte en un arma "dispara y olvida". Tiene una gran ojiva de 250 kg con 12 km de alcance.
- Kh-29D es la cuarta variante del Kh-29TE que utiliza la guía de imágenes infrarrojas.

## Operadores

### Operadores actuales
- Rusia: Fuerza Aérea Rusa
- India: la Fuerza Aérea de la India en su Su-30MKI y la Armada de la India en su MiG-29Ks.
- Argelia: fuerza aérea argelina
- Bielorrusia: la Fuerza Aérea de Bielorrusia en su modernizado MiG-29BMs.
- Bulgaria: la Fuerza Aérea de Bulgaria en sus Su-22M4s, que se retiraron del servicio en 2004 y ahora se usan solo para reconocimiento. Actualmente se utiliza en Su-25.
- Georgia: la fuerza aérea de Georgia en su escorpión SU-25KM
- Indonesia: TNI-AU = Tentara Nasional Indonesia - Angkatan Udara (Fuerza Aérea de Indonesia) en su Su-30MK2
- Irán: la Fuerza Aérea de la República Islámica de Irán en su tirador Su-24
- Libia: milicias islamistas
- Malasia: Real Fuerza Aérea de Malasia
- República Popular de China: Fuerza Aérea del Ejército de Liberación Popular - recibió 2,000 Kh-29T en 2002 por su uso en sus Su-27SK, Su-27UBKs, Su-30MKKs, Shenyang J-11s y posiblemente sus JH-7s ('Flounder') y Q -5's ('Fantan').
- Polonia: la Fuerza Aérea polaca está en Su-22M4s.
- Siria: Fuerza Aérea Siria
- Ucrania: Fuerza Aérea Ucraniana
- Perú: Fuerza Aérea peruana en su Su-25
- Venezuela: Fuerza Aérea Venezolana en su Su-30.
- Vietnam: la fuerza aérea popular de Vietnam en su Su-30MK2V
- Yemen: Fuerza Aérea de Yemen

### Ex operadores
- Checoslovaquia: Fuerza Aérea de Checoslovaquia - pasó a los estados sucesores
- Alemania del Este: Fuerza Aérea de Alemania Oriental
- Alemania: eliminada después de la reunificación alemana
- Hungría: Fuerza aérea húngara en Su-22M3s
- Irak: Fuerza Aérea Iraquí - todos retirados
- Jamahiriya Árabe Libia: Fuerza Aérea Libia - A la izquierda sin plataformas de lanzamiento después de que los Su-24 fueron destruidos en la guerra civil y el posterior bombardeo de la OTAN. Ocupados por rebeldes y milicias.
- Eslovaquia: Fuerza Aérea Eslovaca - Su-22M4s
- Unión Soviética: Fuerza Aérea Soviética - pasó a estados sucesores